# Bob-Weltmeisterschaft 1993
Die 44. Bob-Weltmeisterschaft fand 1993 in Igls in Österreich statt. In Igls wurde die WM zum dritten Mal ausgetragen. Ursprünglich wurde die Weltmeisterschaft 1989 an Cervinia in Italien vergeben, das sich gegen Winterberg in Deutschland durchsetzen konnte. Cervinia zog sich aber später zurück und Igls wurde als Ersatz gewählt.

## Männer

### Zweierbob
| Platz | Land   | Sportler                      | Zeit         |
| ----- | ------ | ----------------------------- | ------------ |
| 1     | GER II | Christoph Langen Peer Joechel | 3:30,91 Min. |
| 2     | SUI I  | Gustav Weder Donat Acklin     | 3:31,54 Min. |
| 3     | GER I  | Wolfgang Hoppe René Hannemann | 3:31,92 Min. |

Bob Deutschland II fuhr im ersten der vier Läufe (52,50/52,84/52,85/52,72) mit 52,50 Bahnrekord.

### Viererbob
| Platz | Land | Sportler                                                      | Zeit |
| ----- | ---- | ------------------------------------------------------------- | ---- |
| 1     | SUI  | Gustav Weder Donat Acklin Kurt Meier Domenico Semeraro        |      |
| 2     | AUT  | Hubert Schösser Harald Winkler Gerhard Redl Gerhard Haidacher |      |
| 3     | USA  | Brian Shimer Bryan Leturgez Karlos Kirby Randy Jones          |      |

Es war die erste Medaille der Amerikaner seit 1969.

## Medaillenspiegel
| Platz | Land               | Gold | Silber | Bronze | Gesamt |
| ----- | ------------------ | ---- | ------ | ------ | ------ |
| 1     | Schweiz            | 1    | 1      | 0      | 2      |
| 2     | Deutschland        | 1    | 0      | 1      | 2      |
| 3     | Österreich         | 0    | 1      | 0      | 1      |
| 4     | Vereinigte Staaten | 0    | 0      | 1      | 1      |